# Signet
Et signet (udtales si'net) af latin signum: 'tegn'. Benævnes af og til seglstampe.
Et stempel, en stempelplade eller en ring med graveret navnetræk, bomærke, våbenmærke eller et andet symbol.
Bruges til forsegling af breve, dokumenter og lignende. Formålet kan være at bekræfte dokumentets ægthed (besegling) eller at lukke et brev eller anden forsendelse, således at det ikke kan åbnes af uvedkommende uden at det kan ses (forsegling). Dette kan alligevel ske på forskellige måder, se under segl.

## Rullesigneter
I Mesopotamien skabtes rullesignetet, også kaldet cylindersignetet. Det er en lille cylinder oftest med et hul på langs til en snor, hvori det kan bæres. Cylinderen er fremstillet af et hårdt materiale, hvor forskellige former for kvarts var meget almindelige. I cylinderens overflade var indgraveret figurer, som kunne være mytologiske. Signetet kunne rulles hen over en lertavle, mens den stadig var våd, og afsætte et identificerende aftryk. 
Rullesigneterne gik af brug, da lertavler efterhånden blev erstattet med andre materialer. 
Rullesigneter blev også benyttet i Egypten fra før 1. Dynasti, men efterhånden blev rullesigneter erstattet af signeter udformet som skarabæer.

## Antikken
Forskellige typer signeter kendes fra de Ægæiske Øer og det græske hovedland helt tilbage fra 3. Årtusinde fvt. Bløde stenarter og elfenben er ofte benyttet til signeterne. I den minoiske periode skæres der efterhånden meget detaljerede figurer i hårde sten (gemmer), hvilket kræver en anden teknik. I den sene græske bronzealder udvikles signeterne til et højt stade, både som løse signeter og som signetringe. Den veludviklede teknik benyttes gennem hele antikken. At samle på signeter bliver populært blandt stormænd. Kong Mithridates's samling erobredes af Pompejus og deponeres i Rom. 

## Middelalderen
Segl benyttet af de frankiske konger kendes fra slutningen af 600-tallet, skikken bredte sig kun langsomt til bisper og adelige. Brugen af segl nåede først Norden langt senere. Knud den Hellige skal have benyttet et segl i 1085, men nogle mener, at det er en forfalskning.
I middelalderen dominerede signeter af metal, fra det ædle sølv over jern, kobber, bronze og messing til tin og bly. Ud over betydningsfulde personer fik større byer efterhånden et bysegl. I Danmark begyndte bysegl at forekomme i 1200-årene. Signeterne var typisk runde eller spidsovale med et motiv i midten og en omskrevet tekst. Senere kom signeter med skjoldform til. Nogle seglstamper, de såkaldte bondesegl, har ofte ingen tekst men kun et bomærke.
Seglstamperne kan have en tap eller plade på bagsiden, der gør dem lettere at håndtere eller et øsken, så de kan bæres i en snor eller kæde. 
Det fortælles, at når en person døde, blev seglstampen ødelagt for at forebygge fabrikation af forfalskede dokumenter, men fund af flere intakte stamper antyder, at dette ikke altid har været tilfældet. Gejstlige vides af og til at have fået deres signet med i graven.

## Kina og Japan
Kinesiske og japanske signeter adskiller sig fra andre signeter derved, at de benyttes med farve, almindeligvis rød (zinnober), til at sætte et aftryk på et stykke papir i stedet for et aftryk i lak eller voks. De fornemste stykker er skåret i jade eller lavet i guld eller elfenben, mens mange af dem, der kan købes billigt rundt omkring, er skåret i den betydeligt blødere fedtsten, der overfladisk set kan minde om jade.
Kinesiske signeter blev oprindeligt benævnt "er", men efter Kinas samling, blev denne betegnelse forbeholdt de signeter, som kejseren anvendte. Andre signeter blev derpå benævnt "yin".

## Nutiden
Brugen af segl fortsatte efter middelalderen, men for almindelige borgerlige var de betydeligt mindre og ofte bestod signetet udelukkende af tekst eller et monogram. Seglstamper med et håndtag, af træ eller agat, var udbredte. 
I dag anvendes signeter ret sjældent, men signetringe anvendes stadig som smykker. Til gengæld er brug af ”segl” i plastik, som selvklæbende mærkat eller som grafisk element blevet almindelig inden for markedsføring.